# Анза-Боррего
Анза-Боррего (англ. Anza-Borrego Desert State Park) — парк штату США, розташований у пустелі Колорадо в південній частині Каліфорнії. Назва парку походить від імені іспанського мандрівника Хуана Баутісти де Анса і слова «borrego» (іспанською товсторогий баран).
Парк, площею 240 тис. га, є найбільшим у штаті і другим за величиною в континентальних штатах. Він знаходиться на сході округу Сан-Дієго і досягає округів Імперіал і Ріверсайд.
У 1974 році парк Анза-Боррего був визнаний національною природною пам'яткою. У 1985 році парк увійшов у Всесвітню мережу біосферних резерватів. Через територію парку проходять 2 пішохідні маршрути: тихоокеанська туристична стежка і історична стежка Хуана Баутісти де Анса.

## Квітуюча пустеля

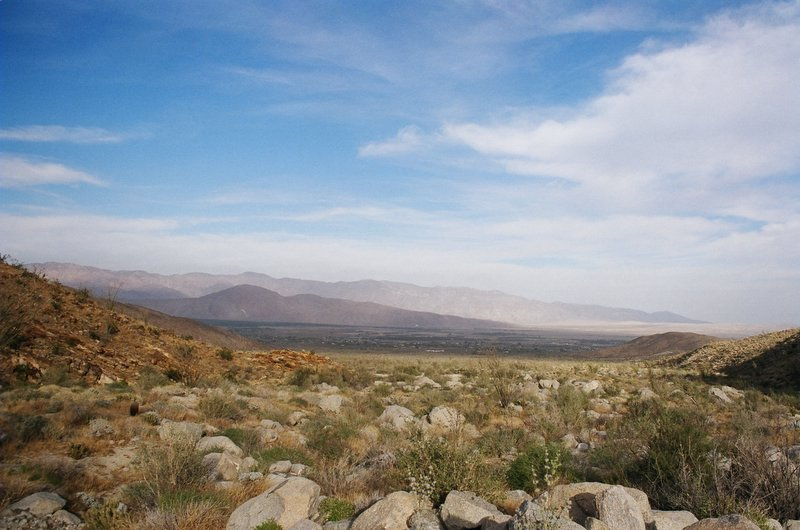
Весна у Анза-Боррего

Починаючи з березня парк приваблює сотні тисяч туристів, бажаючих на власні очі побачити те диво, яке у свій час врятувало їхніх предків. Після зими, з початком дощів, пустелю вкривають мільйони ніжних квітів: примули, вербена, алісуми, маки, анемони тощо. О цій порі квітнуть близько 350 видів рослин, готуючись кинути в землю насіння, яке чекатиме своєї години майже рік, щоб знову явити світу справжнісіньке диво.
Дивовижний феномен Анза Боррего був відкритий випадково, взимку 1849 р., коли величезний караван золотошукачів прямував до тихоокеанського узбережжя. Люди вже багато місяців були в дорозі. Коні і воли, що тягнули вози, були украй виснажені: запаси сіна лише частково вгамовували голод, але страшніше за голод була спрага. І врешті-решт води залишилося менше ніж на один день шляху.
Караван став: тварини в знемозі падали на землю одна за одною, не в силах більше рухатися. Настала ніч, але ніхто в таборі не спав: усі молилися про послання дива. І диво сталося. Вночі пройшов сильний дощ, що напоїв не лише худобу і людей, але і землю, яка до того здавалася абсолютно безплідною. Вже на ранок із землі пробилися перші паростки трави, яка почала рости буквально на очах. А ще через декілька днів уся пустеля до горизонту була вистелена килимом зелені і кольорів. Тварини і люди були врятовані.

## Галерея

Флора і фауна Анза-Боррего пустельного парку
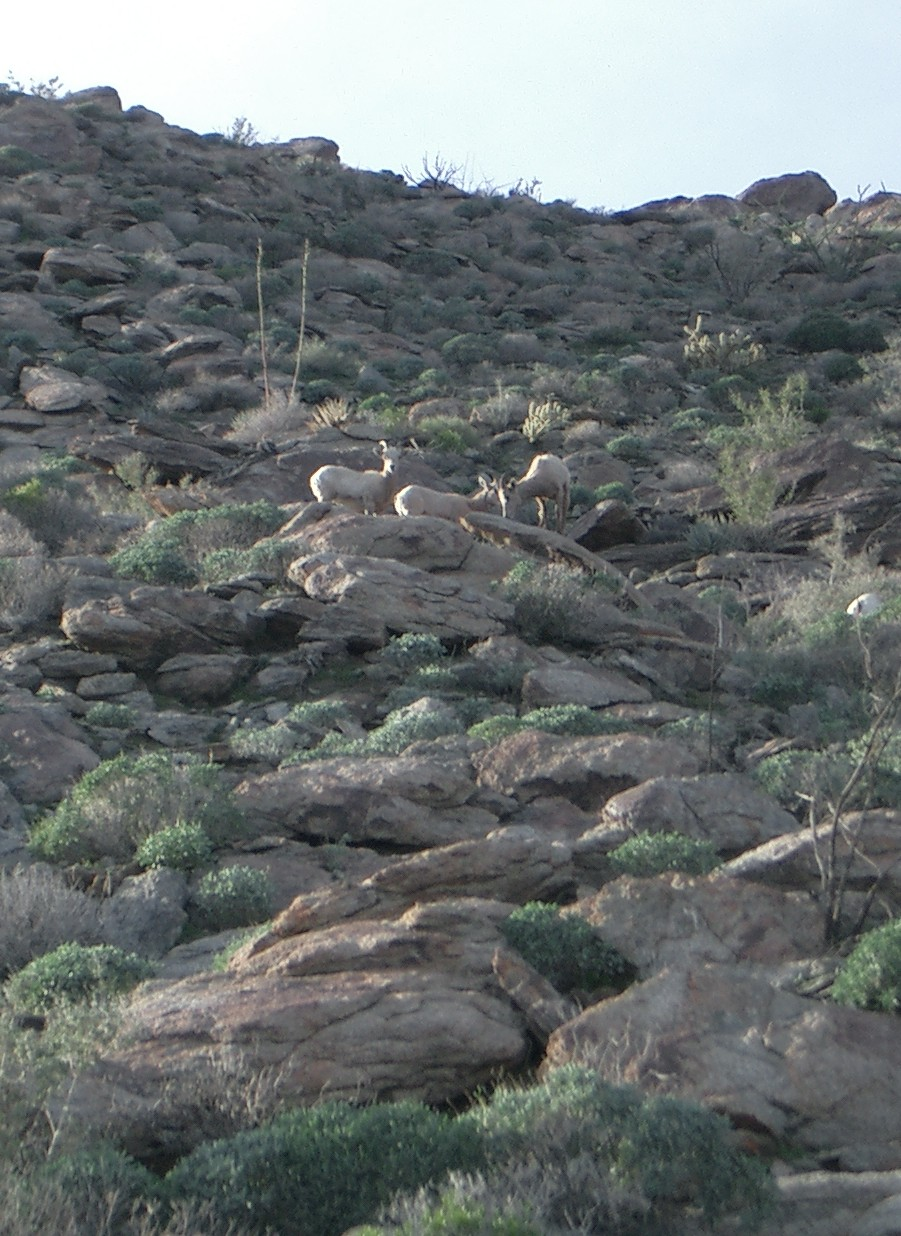
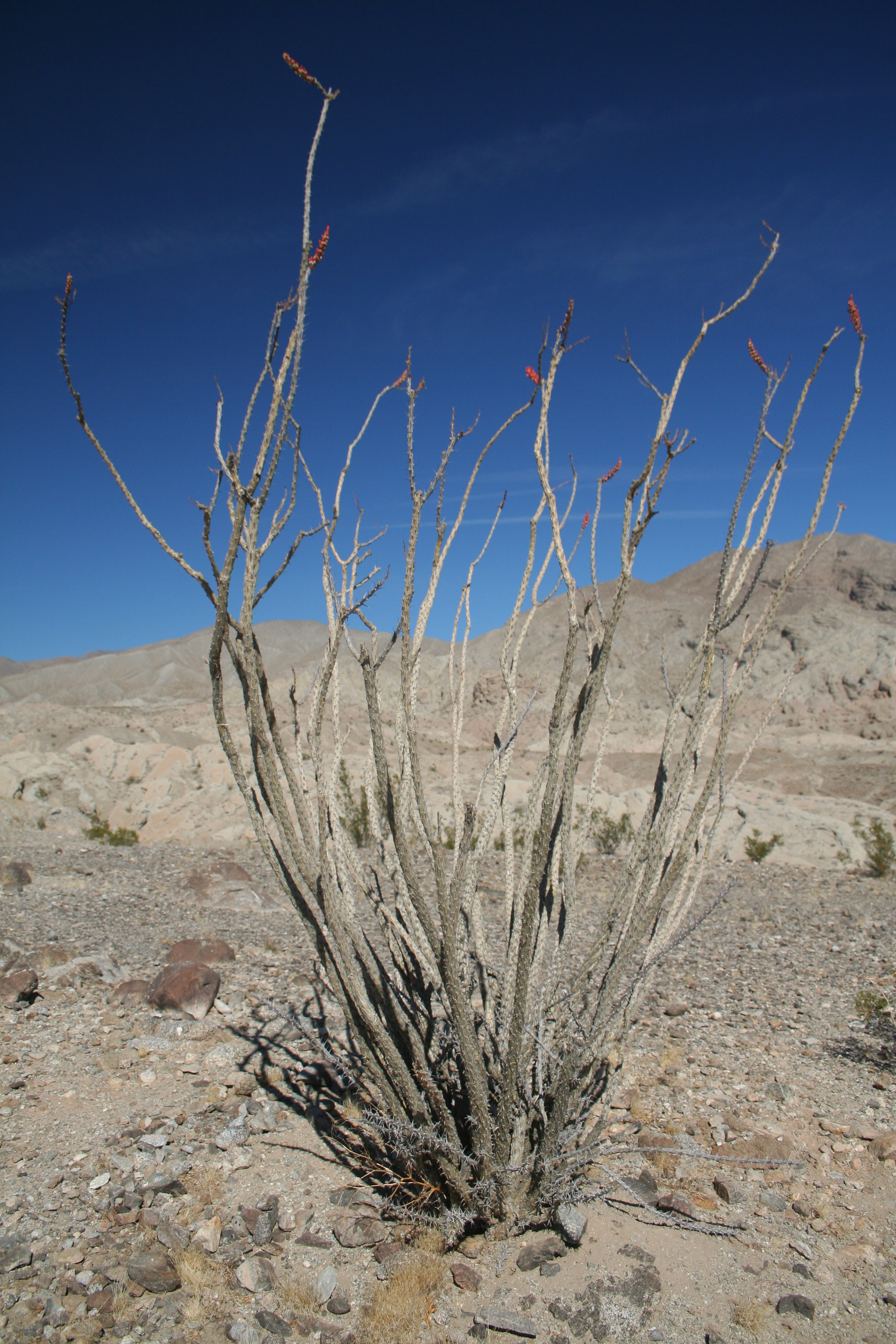
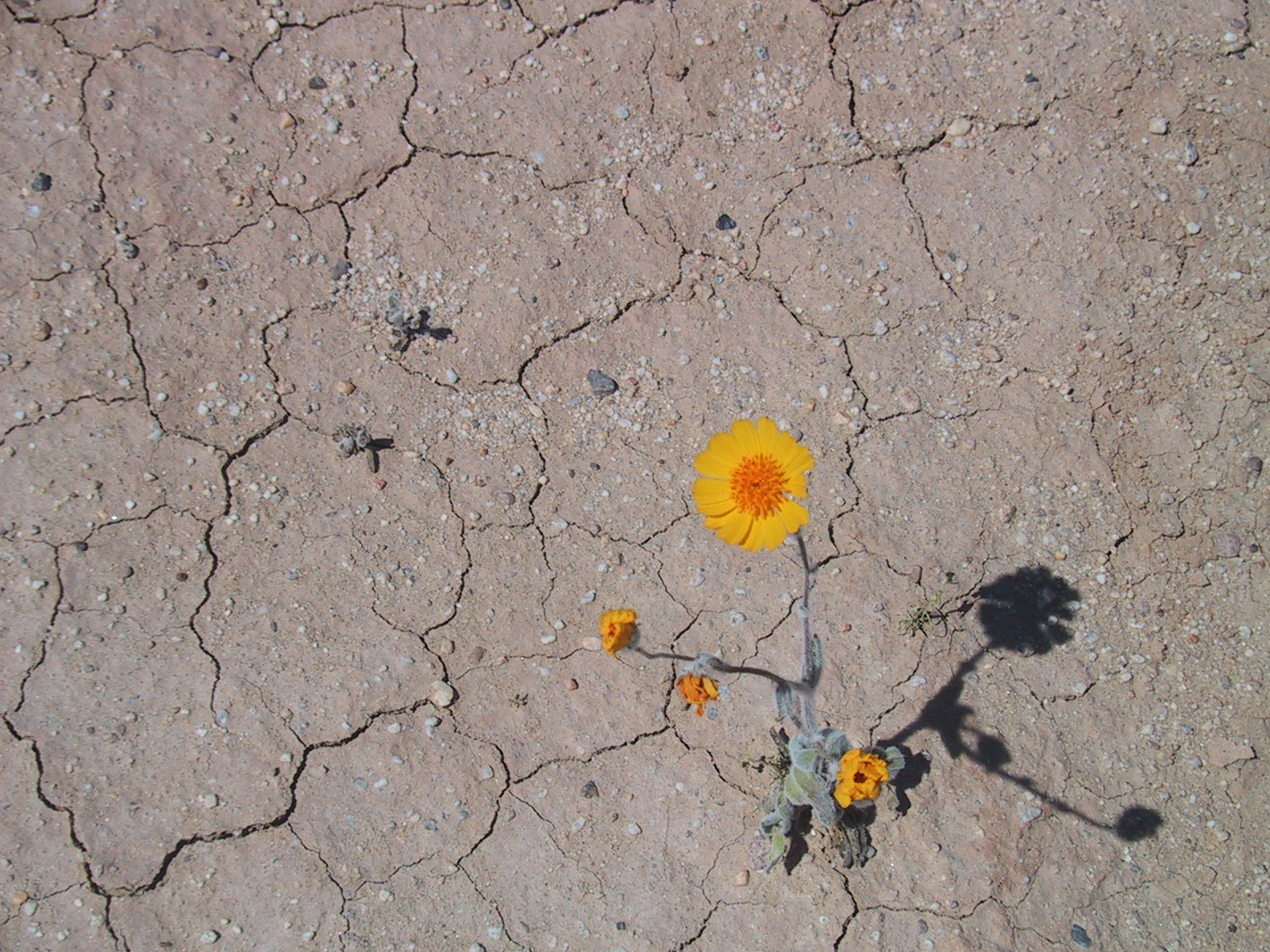
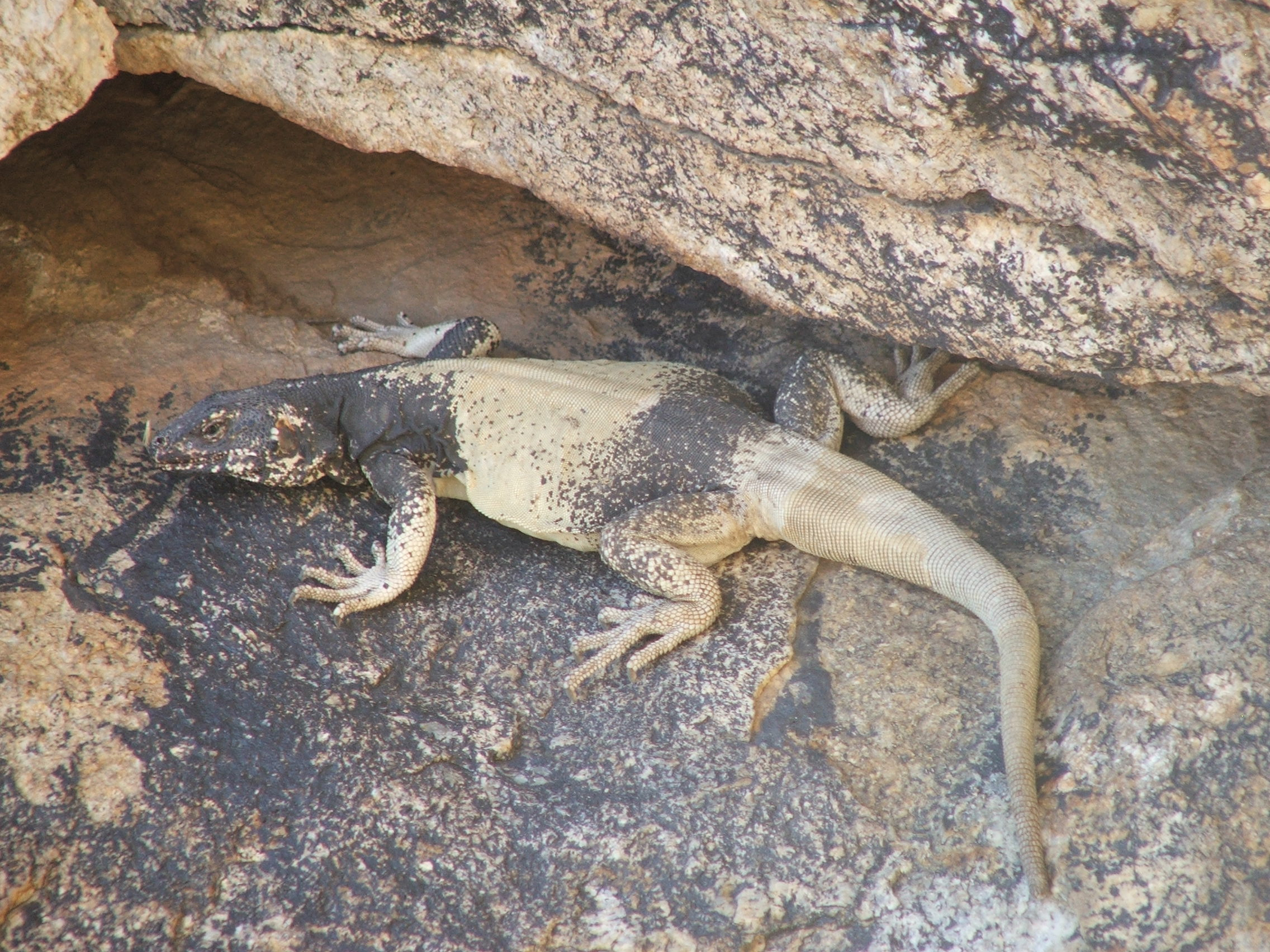